# Petite Clef
Petite Clef est un îlot de l'île de Saint-Martin. Il fait partie de la collectivité d'outre-mer française de Saint-Martin.

## Description
Entourée de hauts-fonds de sable blanc, Petite Clef est le refuge des pélicans. Lors de la migration, de septembre à décembre, l'îlet est couvert d'oiseaux.